# Cerfennia principalis
Cerfennia principalis är en insektsart som först beskrevs av Stsl 1865.  Cerfennia principalis ingår i släktet Cerfennia och familjen Flatidae. Inga underarter finns listade i Catalogue of Life.